# Los Caballeros del Mundo Mon
Mon Colle Knights conocido en Japón como Six Gates Far Away Mon Colle Knight (En japonés: 六門天外モンコレナイト Rokumon Tengai Mon Kore Naito) o  Los Caballeros del Mundo Mon en Latinoamérica y España, fue una serie de manga escrito por Satoru Akahori y Katsumi Hasegawa e ilustrado por Hideaki Nishikawa. El concepto original fue creado Hitoshi Yasuda, presidente de SNE Group. La serie está basada en los juegos de cartas coleccionables Monster Collection.
Una adaptación al anime de la serie fue producida por Studio Deen y emitida por TV Tokio, se estrenó desde enero hasta diciembre del año 2000 y constó de 51 episodios y una película. La serie llegó a América y España bajo el nombre de Mon Colle Knights, producida por Saban Entertainment (con un total de 45 episodios en esta versión) y emitida en Fox Kids, y posteriormente en Jetix durante los años 2000 y 2003.

## Argumento
La serie presenta a Mondo Ooya y a su compañera de clase/novia Rockna Hiiragi (Rokuna en la versión japonesa). Cuyo padre, el científico Ichiroubei Hiiragi ha conseguido la forma para viajar al Mundo Mon (Roku Mon Sekai: el Mundo de las Seis Puertas), una realidad paralela donde existen las criaturas mágicas. Juntos tratarán de encontrar seis objetos mágicos que, al combinarse, podrían conectar el Mundo de las Seis Puertas con el planeta Tierra para el bien de ambos mundos. Al llegar al Mundo Mon, un hechicero les concede la habilidad de decir cierto conjuro para que tengan la habilidad de fusionarse con monstruos que deseen ayudarlos. Formando así a "Los caballeros del mundo Mon" (Mon Colle Knights).
Ellos están dispuestos a pelear contra el Príncipe Encentro (Conde Collection en Japón) y sus dos asistentes Batch y Glucko (Bacchi y Gucko en Japón), quienes también quieren encontrar los objetos mágicos Mon, solo que para dominar ambos mundos.

## Personajes

### Caballeros del Mundo Mon
Mondo Ooya  (大矢 門斗 Ōya Mondo?)
- Seiyū: Tomo Saeki (japonés), Alan Fernando Velázquez (latino)

Uno de los protagonistas principales de la serie, estudiante de primaria en una escuela pública local, Mondo es un joven aventurero que busca reunir los objetos Mon para unir su mundo y el de Mon, buscando la paz y la amistad. A pesar de su carácter extrovertido y decidido, Mondo tiene un pequeño problema: siempre coquetea con chicas guapas (Principiante, Kahimi y Lailai son las más notables). Cabe destacar que el primer kanji de su nombre, "Mon (門, Mon ) ,", es el mismo que aparece en el título de Mon Colle Knights , Roku Mon Tengai Mon Colle Knight (六門天外モンコレナイト, Roku Mon Tengai Mon Kore Naito ) . Posee dispositivos que utiliza para su ataque con el símbolo de la paz.  Su poder es invocar monstruos y su favorito es el Dragón de Fuego.
Rokuna Hiragi  (柊 六奈 Hiiragi Rokuna?)
- Seiyū: Yui Horie (japonés), María Fernanda Morales (latino)

Es la compañera de clase/novia de Mondo. Es una chica muy femenina a quien le gusta cocinar, las cosas adorables, el color rosa, las casas embrujadas y las actividades originales. Su habilidad es hablar telepáticamente con los monstruos que se les aparecen. Se pone celosa si Mondo coquetea con otras chicas y usualmente lo golpea. Su carácter puede ser muy inestable y para ser más exactos descrita como una tsundere. Es una mala cocinera, haciendo extraños platillos que se mueve, pero es muy ágil e inteligente. En la versión japonesa de la serie, la madre de Rokuna abandonó la familia porque estaba aburrida, dejando que Rokuna se quede sola cuidando la casa y a su obsesionado padre. De hecho era muy solitaria antes de conocer a Mondo. Su mayor deseo es tener un hermanito y le tiene miedo a las ranas. Su monstruo favorito es el Gigante del Bosque.
El primer kanji en el nombre de Rokuna (六, Roku), es el mismo del título de la serie, Roku Mon Tengai Mon Colle Knight (六門天外モンコレナイト, Roku Mon Tengai Mon Kore Naito). También usa un listo para atacar. Está basada en Lum de Urusei Yatsura.
Profesor Ichiroubei Hiragi  (柊 一郎兵衛 Hiiragi Ichirōbei?)
- Seiyū: Shigeru Chiba

Es el padre de Rokuna y es un científico algo raro que recientemente descubre el Mundo Mon  y quiere que el mundo humano lo sepa para ganar muchos premios. Su laboratorio está justo enfrente de la escuela de Mondo y Rokuna. Su sueño es que los humanos viajen al Mundo Mon.
Estrella Amor (ジャーネ Jāne?)
- Seiyū: Yuko Mizutani

Es una Seechee, que Leilei le regala a Rokuna en el primer capítulo. Es la mascota del grupo y parece un hámster blanco con una estrella rosa en la espalda. Se le llama Estrella Amor porque la marca en su espalda parece una estrella y porque los sonidos de los Seechees suenan como la palabra "love" (amor en inglés). En la versión japonesa se llama Jane, porque Rokuna se estaba despidiendo de él (diciendo "Jā ne", que es adiós en japonés), pero él terminó pensando que lo estaba llamando por su nombre.

### Equipo Encentro
Conde Ludwig Presto Von Meinstein Collection  (ルードヴィヒ・ブレスト・フォン・マインシュタイン・コレクション Rūdovihi Buresuto Fon Mainshutain Korekushon?) / Príncipe Ludwig Von Monsterstein Eccentro
- Seiyū: Kazuhiko Inoue (japonés), Carlos Iñigo (latino)

Su verdadero nombre es Ludwig Brest von Meinstein, aunque se denomina como el Príncipe Encentro (Conde Collection en la versión japonesa). Es uno de los principales villanos de la serie. Es un joven aristócrata afeminado alemán que piensa tomar el control del Mundo Mon (no está seguro por qué, pero quiere hacerlo) pero sus planes siempre fallan y es castigado por Tenaka, quien lo ha entrenado desde siempre para que sea más malicioso (más masculino en la versión japonesa), cosa que hasta ahora Tenaka no ha logrado, ya que Encentro es inmaduro e histérico. Sin embargo es inteligente y es el creador del rayo hipnotizador, el cual usa para controlar a los monstruos. Debido a esto tiene sus momentos malvados, aunque a lo largo de la serie se ve que en verdad no es tan malo como parece. 
Antes solía ser amigo y colega del profesor Hiiragi para encontrar el Mundo Mon, pero sus ideales terminaron distanciándolos y ahora no se pueden ni ver. Le gustan las rosas y crear nuevos perfumes y las cosas masculinas lo hacen desmayarse. Su mayor sueño es ser un famoso bailarín. 
Batch  (バッチ Batchi?)
- Seiyū: Kyoko Hikami (japonés), Ana Lobo (latino)

Es la asistente cuerda de Encentro y cuando este falla también es puesta a ser castigada por Tenaka. Parece estar levemente interesada en Encetro y siempre discute con él, pero le es fiel a pesar de todo. Tiene actitud tsundere y habla con acento de Kansai.
Gluko  (グーコ Gūko?)
- Seiyū: Yuka Imai (japonés), Gaby Ugarte (latino)

La joven dulce y distraída asistente de Encentro. Ella es siempre la que se salva de los castigos de Tenaka, ya que el nunca parece notar su presencia. En un capítulo de la serie se muestra que el calor la refresca y que llama La Gran Papaya China a la Gran Muralla China. Un chiste frecuente de la serie es que Gluko, cuando están a punto de despegar al Mundo Mon, hace una pregunta capciosa a Encentro y Batch, quienes al final se aburren y siempre terminan diciéndole "Olvidalo Gluko".
Tenaka  (竹中 忠左衛門 Takenaka Chūzaemon?)
Es el entrenador de Encentro. Cuando Encentro es vencido por Mondo y Rokuna. Tenaka para castigando a Encentro y Batch. Tenaka intenta que Encentro se convierta en un verdadero príncipe, y en un verdadero hombre para hacer sentir orgulloso al padre de Encentro (en la versión japonesa él quiere volverlo más masculino). Ha puesto a Batch y Encentro en varios castigos raros como dejarlos colgando de un pie, darles de comer comida caliente y limpiar con el fin de volver a Encentro un hombre con carácter japonés (irónicamente Encentro es alemán).
Impi  (レプリちゃん Repuri?)
- Es la mascota de Gluko y tiene apariencia de demonio.

### Otros
Namiko Gokumare  (極稀 並子 Gokumare Namiko?)
- Seiyū: Yuko Mizutani (japonés)

Es la maestra de Mondo y Rokuna, tiene muy mala suerte en el amor y no deja de caer siempre (y por accidente) en el Mundo Mon. Se enamora del Príncipe Encentro a primera vista. Hay una carta del Mundo Mon con su foto, lo que hace creer a Encentro que es un monstruo más.
Gabriolis  (ザハ?) / Zaha
Originalemte un Ángel de la Luz, quien durante una batalla entre los ángeles y demonios, fue herido y abandonado por su amgio Lark. Se sintió abandonado y traicionado y aceptó ser un demonio, por Redda. Suele atacar a los Caballeros del Mundo Mon, usando tarjetas de invocancion de Mondo. Durante una batalla contra Mondo y el Dragón del Agua, donde es atacado por Vipress, se revela que Lark tomó el lugar de Gabriolis en esa batalla y murió. Gabriolis se da cuenta de su error y vuelve a ser bueno, pero conserva su apariencia de ángel negro. Finalmente ayuda a Rokuna y Mondo a destruir a Redda en el último capítulo.
Spectra (シル?) / Shiru
Es la hermana de Gabriolis aunque en la versión japonesa la muestran como su novia. Se presenta a Mondo y Rokuna pidiendo ayuda para que ayuden a Gabriolis a ser bueno otra vez.
Redda  (レッダ Redda?)
Un antiguo demonio que rescató a Gabriolis después que este cayó. Tiene planeado destruir completamente al Mundo Mon para ser él el único ser viviente de ahí. Al final todos los personajes de ambos bandos se unen para combatirlo. Es muerto por Gabriolis.
Lailai  (ライライ Rairai?)
- Seiyū: Patricia Acevedo (latino)

Es una dulce pastorcita monstruo del Mundo Mon que tiene inmensos rebaños de Zeechis, Lemings o Punchpunchs. Ella fue quien le dio a Estrella Amor a Rokuna. Su poder es controlar a sus rebaños de monstruos. Guarda sus rebaños en su gran vestido. Mondo siente algo por ella, lo cual molesta a Rokuna
Hada del jardín de las flores  (花園の歌姫 Hanazono no Utahime?) / Kahimi
- Seiyū: Yumi Kakazu, Maggie Vera (latino)

Es una monstruo elfo muy hermosa que se enamora de Mondo. Su belleza hace que Rokuna se ponga celosa y lo ataque más que nunca, a pesar de esto Rokuna no la odia. Su poder es controlar las flores y el viento.
Principiante  (ベギナ Begina?)
- Seiyū: Mika Kanai, Liliana Barba (latino)

Es una niña hechicera quien práctica para ser una invocadora. Es muy poderosa, pero pésima para invocar (lanza relámpagos) y termina atacando a sus amigos por accidente. De costumbre para ayudar a Mondo y Rokuna, termina invocando un meteorito, que al final termina destruyendo la ciudad de al lado. Su abuelo, experto, es el director de la escuela a la que asiste. En la versión japonesa, termina sus palabras com "-mon", se refiere a sí misma en tercera persona y a Mondo y Rokuna colectivamente como "Roku-Mon-chan," cosa que ellos odian. Tiene un apetito voraz. 
Lucas  (ルーク Rūku?)
- Seiyū: Yumiko Kobayashi, Eduardo Garza (latino)

Amigo de Principiante quien va a la misma escuela de invocación que ella. Lucas está enamorado de ella y sus sentimientos son muy obvios para todos, excepto para la propia Principiante. También parece gustarle un poco Rokuna. Es muy talentoso con la invocación y considera a Mondo su amigo/rival de invocación y del amor de Principiante. Cuando está junto a Principiante, Lucas se pone tan nervioso que solo puede invocar una oveja morada. Es muy infantil cuando algo no le sale bien, pero intenta hacerse el interesante cuando esta con extraños. Posee una oveja morada llamada Lambda.

## Lista de episodios
1. Un lunes en Mundo Mon
2. Ranofobia
3. La gran aventura de la maestra Lorencis
4. Estas botas están hechas para volar
5. El equipo ideal
6. Mi mejor enemigo
7. El gigante del bosque
8. Estrella Amor puede ayudar también
9. Vientres grandes en la nueva era
10. Verte sonreír de nuevo
11. Principiante y el carnero de las nieves
12. Bajo el templo y en las aguas termales
13. Knockout de punch-punch
14. Ay, mi hermano
15. Colmillos en la noche
16. Una lata gigante
17. Eccentro en el templo de la obstinación
18. La sortija mágica
19. La anguila
20. Espejito, espejito
21. Esferas secretas y especias
22. Víbora fea viene hacia acá
23. Intenta el triatlón de nuevo
24. Caballeros principiantes
25. Echando a perder se aprende
26. Ogopogo se volvió loco
27. El bueno, el malo y el mondo
28. El vampiro contraataca
29. El ataque de estrella amor
30. Mi hermano el ogro
31. La serie "Mondial"
32. Carne de gallina
33. El mundo de las hadas
34. El toque de Mondo - parte 1
35. El toque de Mondo - parte 2
36. La magia de Lambda
37. Todo lo que necesitas es lava
38. El Mondo higiénico
39. Sonríe y aguanta
40. El fugaz amor de Lorencis
41. Gusanos y dragones
42. El regreso de Redda
43. Llamando a todos los monstruos
44. La última pieza Mon
45. El fin del mundo Mon